# Miguel Arañó y Majó
Miguel Arañó y Majó (Canet de Mar, 24 de abril de 1818-Barcelona, 21 de mayo de 1881) fue un profesor español.

## Biografía
Cursó Matemáticas entre 1847 y 1849 en las cátedras establecidas por la Real Academia de Ciencias Naturales y Artes de Barcelona, y después Historia Universal, Física Experimental, Agricultura Práctica y Botánica con los profesores Juan Cortada, Jaime Llansó y Presas, de la Universidad de Barcelona. El 24 de diciembre de 1850 se le expidió el título de maestro de instrucción primaria superior y, al año siguiente, desempeñó la enseñanza de varias asignaturas en los colegios de Carlos Carreras y José Figueras y Poy. Asimismo, cursó las asignaturas que formaban la carrera de director de caminos vecinales. Estableció algún tiempo después en Barcelona un colegio de primera y segunda enseñanza.
Fue varias veces censor en oposiciones y en 1869 lo nombraron vocal de la Junta Provincial de primera enseñanza. Habiendo sido presidente de hecho durante la epidemia de fiebre amarilla de 1870, cesó en el cargo de vocal en 1872 y fue reelegido dos años después.
En colaboración con Salvador Malet y D. M. Forcada, redactó en 1861 El boletín de instrucción pública, periódico bisemanal que formaba parte del periódico político La Corona.
Falleció en Barcelona el 21 de mayo de 1881, a los 63 años de edad.
Elías de Molins, en su Diccionario biográfico y bibliográfico de escritores y artistas catalanes del siglo XIX, dice lo siguiente sobre él:

A su fallecimiento los periódicos profesionales tributaron justos y merecidos elogios al señor Arañó por sus trabajos y celo en la enseñanza. El Monitor de 29 de mayo de 1866, después de dedicar a su memoria sentidas frases, dice que el señor Arañó estaba dotado de actividad e inteligencia no comunes, logrando colocar la enseñanza primaria a gran altura con el colegio que había establecido en Barcelona.

## Obras
Destacan sus siguientes escritos:
- Manuscrito para ejercitar progresiva y metódicamente a los niños y niñas en la lectura de varias clases de letra
- Nociones de higiene doméstica, física y moral
- Cuadernos de aritmética práctica
- Atlas geográfico histórico
- Cartilla industrial o Consejos morales de un anciano sobre el trabajo, la economía, la industria y el comercio
- Rudimentos de geografía
- Elementos de gramática castellana
- Resumen del compendio de historia de España
- Compendio de historia de España
- Biografía de Mariano Cubí y Soler